# Devin Gray
Devin Antoine Gray (Baltimora, 31 maggio 1972 – Atlanta, 17 agosto 2013) è stato un cestista statunitense, professionista nella NBA, in Spagna e in Venezuela.

## Palmarès
- CBA All-Rookie First Team (1996)